# Crypteria (Crypteria) spectralis
Crypteria (Crypteria) spectralis is een tweevleugelige uit de familie steltmuggen (Limoniidae). De soort komt voor in het Palearctisch gebied.